# Анжу, Фёдор Андреевич
Фёдор Андреевич Анжу (1758—1824) — русский медик, врач, доктор медицины. Отец адмирала Петра Анжу.

## Биография

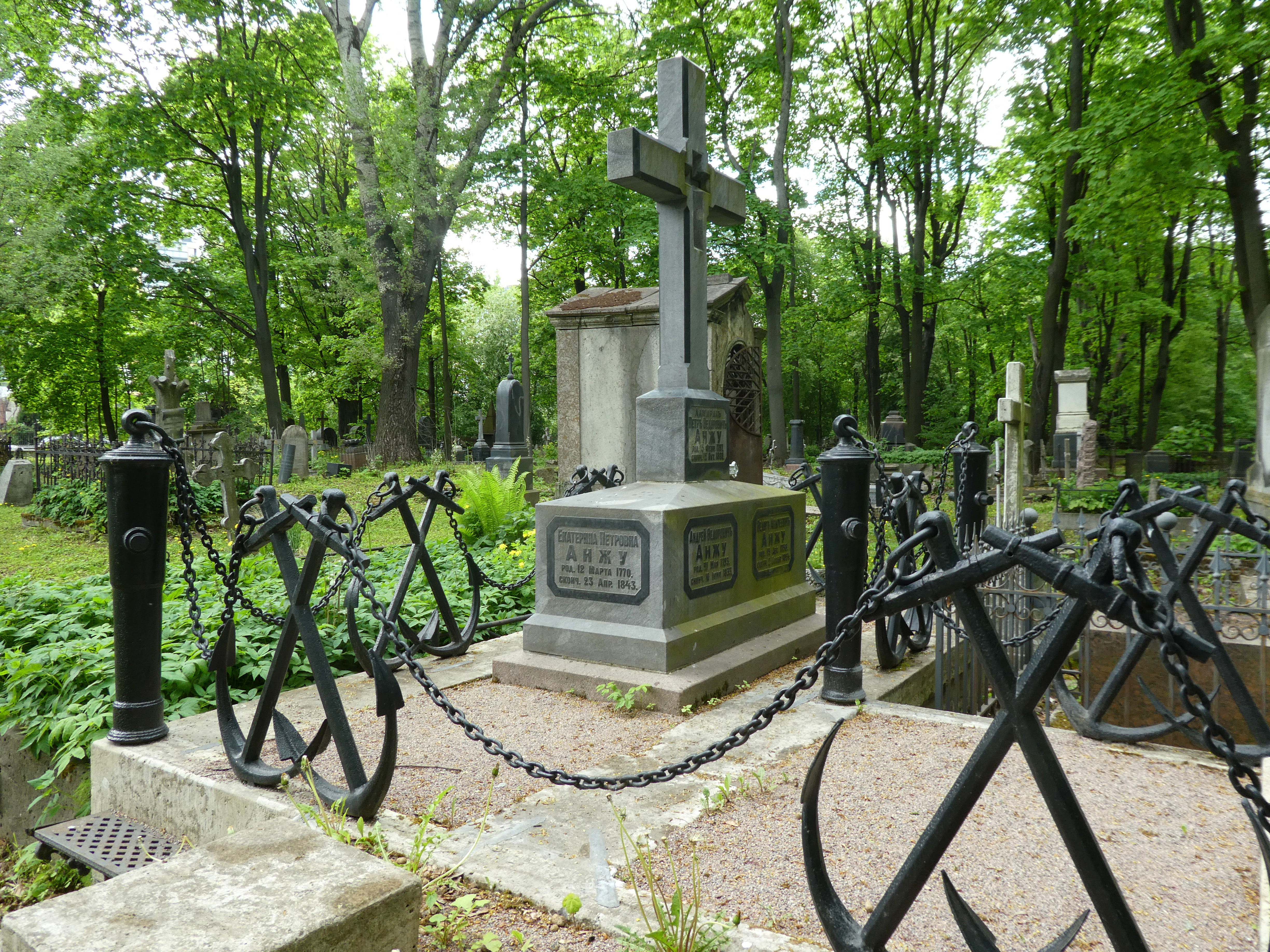
Семейное захоронение Анжу на Смоленском лютеранском кладбище в Санкт-Петербурге

Фёдор Анжу родился 15 августа 1758 года, в городе Москве, в семье часового мастера Андриана-Жана Анжу, бежавшего в Россию из Франции.
Первоначальное образование получил в московской госпитальной школе, куда поступил волонтером 1 мая 1775 года. По окончании курса, 17 июля 1779 года, он был признан лекарем и вскоре командирован в Германию для повышения квалификации.
Анжу занимался сперва в Берлинском университете, а затем продолжил обучение в университете Гёттингена, где 8 июля 1783 года получил докторский диплом. Во время обучения в Гёттингене был посвящён в масонство в ложе «Золотого циркуля», в которой состояли многие студенты из России.
Возвратившись в Российскую империю, Анжу выдержал поверочный экзамен в бывшей медицинской коллегии и 23 мая 1784 года ему была разрешена медицинская практика в России.
17 декабря 1784 года Фёдор Андреевич Анжу поступил на службу в Клинский уезд Московской губернии; но четыре года спустя вынужден был выйти в отставку по состоянию здоровья.
Вторично поступив на службу в Вышний Волочёк, 6 мая 1790 года, он прослужил до 17 августа 1797 года.
В 1801 году Ф. А. Анжу получил за заслуги потомственное дворянство. При императоре Александре I служил ординатором в Санкт-Петербургском морском госпитале.
Фёдор Андреевич Анжу умер, 2 ноября 1824 года, состоя в 6-м классе.